# Dakotadon lakotaensis
Dakotadon lakotaensis ("Diente de Dakota de la formación Lakota") es la única especie del género extinto Dakotadon de dinosaurio ornitópodo iguanodóntido, que vivió a principios del período Cretácico, hace aproximadamente 130 millones de años, en el Barremiense, en lo que es hoy Norteamérica. Sus restos fósiles, un cráneo parcial, se encontraron en la formación Lakota, Dakota del Sur, Estados Unidos. En 1989 fue en un primer momento descrito como Iguanodon lakotaensis, por David B. Weishampel y Philip R. Bjork, pero esta atribución de género siempre fue controvertida. Algunos investigadores sugieren que es más basal que I. bernissartensis, y emparentado con Theiophytalia, pero David Norman ha sugerido que se trata de un sinónimo de I. bernissartensis. Gregory S. Paul, en su trabajo de revisión de las especies de iguanodontes, le dio su propio género en 2008, denominándolo Dakotadon lakotaensis.